# 2005年台灣團結聯盟參拜靖國神社事件
台灣團結聯盟參拜靖國神社事件，是指屬於台灣政黨之一的台灣團結聯盟主席蘇進強等一行10人，於2005年4月4日在日本東京靖國神社所進行的參拜活動、以及在這之後所引發的一連串爭議。2005年是第二次世界大战结束60周年，在这样的时机参拜有军国主义象征争议的日本神社，引发广泛争议。
蘇進強表示，他是以台灣人和台灣本土政黨的立場，對第二次世界大戰期間被日本軍徵召陣亡而被奉祀在神社內的約28,000名台灣英靈、以及為國犧牲的日本人表示敬意。但是，靖国神社中包括多名甲级战犯在内的日本军人曾经给亚洲带来战争，是个极具争议的宗教场所，被日本侵略過的亞洲國家和地區大都认为靖國神社是军国主义和法西斯的代表。
台聯參拜靖國神社，雖然民进党有人表示中立和赞同观点，部份台灣民間輿論以原台籍日本兵是台灣歷史的一頁悲慘痛史，参拜应该受到尊重，而台湾部分泛绿阵营的政治人物，以及泛藍陣營的支持者多數都对此表示批评。中国國台辦也對這次的參拜活動表示反對，中國大陸民间舆论對台联予以抨擊，並引起了部分華人的抗议。

## 事件背景

### 原台籍日本兵
1941年12月，太平洋戰爭爆發，日本對台灣人會為皇軍效力還是祖國效力有所憂慮，而不對台灣人徵兵政策開始改變。1942年4月實施「陸軍特別志願兵制度」，而於翌年共有陸軍特別志願兵，計6000多人（其中徵集1,800多名的台灣原住民，組成了「高砂義勇隊」）。1942年6月，日軍在中途岛战役中大敗，兵源因此更形缺乏，日本當局只好繼而實施「海軍特別志願兵制度」，至1944年7月，台灣人海軍特別志願兵，共計1萬1000多人。兩個月後日本在台灣實施徵兵制，所有役齡青年均被徵召入伍（李筱峰 1997）。
至二戰結束為止，總計台灣人當日本兵的人數有8萬多人，而被徵為軍屬（含軍伕）更多達12萬6700多人。此外，還在校讀書的青年學生，則必須參加「學徒兵」。整體而言，台灣人為日本所謂的「大東亞聖戰」而戰死的軍人及軍屬，總計有3萬多人（李筱峰 1997）。

### 日本靖國神社
靖國神社位於日本東京，在這個神社內祭拜的亡靈有240多萬人，包括過去一百多年來為日本戰亡的所有軍士兵在內，依日本神道儀式入祀，而成為日本的忠烈祠（江春男 2005）。
靖國神社祭神的入選標準是：戰死、戰傷死、戰病死等公務死之人（因公殉職）。以前入選靖國神社的祭神（烈士）由陸軍省和海軍省選定，戰後則由日本厚生省制定公務死之人的名簿，然後通知靖國神社。A級戰犯東條英機等人就是首先由日本厚生省確定公務死，然後靖國神社為東條等14個A級戰犯合祀。靖國神社除了另外14個A級戰犯，還有1,000餘名B、C級戰犯（林思雲 2001）。
靖國神社裡除了戰死的將士外，還有57,000多女性祭神，她們生前是戰地護士、電話接线員等。另外被美軍擊沉的兒童疏散船「對馬丸」裡的遇難兒童，也在靖國神社裡設有牌位。此外，還有韓國出生者21,181人、台灣出生者27,863人，他們多數是日本殖民時期的韓國籍以及台灣籍日本兵（林思雲 2001）。在靖國神社入祀的台灣兵和韓國以及其他幾個日本殖民地一樣，均用日本名字，所以不易查考其背景，其中以台灣原住民的人數最多，因為他們作戰最英勇，死亡也最多（江春男 2005）。靖國神社裡面並沒有所謂的「骨灰」或「靈位」，只有200多萬犧牲者的名冊（張茂森 2005）。

## 事件經過
2005年4月2日，台灣團結聯盟主席蘇進強率領立委何敏豪與台聯職員等9人抵達日本訪問，除了參加有關台日安保的研討會、拜訪日本政要與成立台聯日本黨部之外，最受到媒體矚目的是他於4月4日這天率員參拜靖國神社。在場陪同參拜的還有台聯新設立的日本支部長林建良和其他日本支部成員，靖國神社最高負責人南部利昭宮司也在場迎接。一行人先參加時間相當長的神樂儀式，之後正式參拜，全部歷時一個多小時（張茂森 2005；楊珮玲、陳重生、於慧堅 2005）。
蘇進強在接受記者訪問時強調，這次參拜並不表示認同軍國主義，而是要向供奉在裡面的台灣人表示敬意，「我想我是以台灣人的立場，以台灣本土政黨的立場，對為日本國奉獻犧牲的軍人表示敬意，我也以台灣人的立場，對放置在裡頭的台灣人的神靈表示敬意。」（引自陳羽珊、黃智乾 2005）

## 後續發展
- 2005年4月4日上午，原住民立委高金素梅（父安徽人，母泰雅族人）針對此事到台聯黨中央強烈抗議。高金素梅带着一张日本军人拿武士刀斩首原住民的照片，以及一本记录日本佔台暴行的《血泪抗日50年》，質疑台聯在清明節前夕參拜代表日本軍國主義殘殺原住民、台灣人民的靖國神社的行程。
- 高金素梅同時於4月5日號召原住民各族，在當天下午6點半蘇進強返台時，到機場圍堵抗議。結果蘇進強被擲了幾粒雞蛋，有人則批评高金素梅是为了选票而煽动原住民。之后高金素梅欲率领一些原住民前往日本接回高砂义勇队战死的原住民灵位，但被日本警察以“保护安全”为由阻止进入靖國神社。
- 除泛藍陣營强烈批评外，同屬泛綠陣營的民進黨亦對台聯此舉有不同程度的支持與質疑。
- 有人猜測台聯精神領袖李登輝事先知情，但李登辉在受民視專訪時表示事先並不知情。不过，李登輝認為，苏进强去看看戰死的台籍日本兵，並沒有什麼不對，因為大家都是台灣人。李登輝的大哥李登钦也是祭祀在靖國神社的台籍日本兵（但李僅認同祭拜台灣人士的部份）。
- 面對這些質疑，蘇進強則於2005年4月9日正式發表以下聲明表示立場：

「二戰期間，被日本殖民的台灣人與多數日本國民均為軍國主義的受害者，但我們也不應將全體日本國民及被徵召戰死異鄉的台灣英靈全部等同於『軍國主義幫兇』，本黨亦基於上述人道立場，前往『靖國神社』參拜，以慰亡靈，遺憾的是，仇日政客與親中傳媒，竟以北京觀點，視為大不韙，只知排山倒海的言論暴力攻擊，卻不明『靖國神社』之所以然。殊不知蔣介石主政期間，除曾於1950年間聘用『A級戰犯』岡村寧次協助國軍建軍外，更與曾列名『A級戰犯』岸信介首相建立台日友好關係，並曾於1956年先後派谷正綱與時任立法院長的張道藩前往參拜，世界和平領袖達賴喇嘛近年亦二度前往，其他外國政要參拜者亦不勝枚舉，豈均參拜『日本軍國主義』？台聯及本人因參拜而受譴責，上述人士豈非均然？」（蘇進強 2005）
- 但遠東國際軍事法庭14名甲級戰犯靈牌於1978年方移入靖國神社，蘇進強所指之國民黨及其他各國政要的早期參拜，並無法與此次台聯參拜相提並論。而岸信介僅僅是遠東國際軍事法庭甲級戰犯的嫌疑人，但被免予起訴及受審，更在戰後獲選兩屆日本首相，改善日本對外關係；岡村寧次被中國軍事法庭判決無罪。

- 2013年4月，蘇進強說，2005年他參拜靖國神社是因為“人在江湖，身不由己”[1]。

## 各方反應

### 贊成
- 台灣前教育部長杜正勝認同台聯參拜靖國神社。杜正勝於4月6日在立法院教育委員會接受台聯立委羅志明質詢時，問及有關蘇進強參拜靖國神社引發的紛爭表示，「歷史讓身為台灣人有種種的無奈和悲哀，這些台籍日本兵，在當時無論是被動的或帶有主動性的，因為那時是日本國民，投入太平洋戰爭，犧牲了生命，日本政府就把他們當做為日本國犧牲的人加以奉祀。但就我們台灣人的觀點，這些是我們的同胞，聽說有兩萬八千人，我們對於這一些，不論是中國戰區或太平洋戰區犧牲生命的台灣同胞，來表示致意，我覺得這個也是應該的、應該的。」
- 部份媒體人發表評論表示可以理解台聯祭拜台灣先人的感情和行為。比如說，評論家江春男（2005）就表示，「台灣人的歷史經驗與中國是很不相同的。當中國在抗日的時候，不少台灣人參加日軍行列去打中國人，後來更到南洋替日本皇軍打仗。雖然他們是被徵調的，但不論如何，這是一個歷史事實，不過在國民黨時代，大家卻假裝台灣與中國有共同的史觀。」
- 有人將此事件和3月底中國國民黨副主席江丙坤到中國廣州祭拜黃花崗烈士的行為相互比較，而質疑某些媒體在評論這兩件事情時「有雙重標準」。比如說，台灣教授協會前副秘書長·中原大學教授李欣芬（2005）就指出，「台灣曾被日本帝國殖民，上個世紀的台灣年輕人因而被徵召上戰場，如今有28,000名的台灣人英靈被合祀在日本的靖國神社，蘇進強率領台聯黨人前往參拜，只是『台灣人拜台灣人』，有何不可呢？」「為什麼江丙坤可率眾前往中國朝貢，國共之間可放棄彼此的仇恨，而蘇進強卻不能率團前往日本靖國神社，參拜台灣人英靈呢？莫非是親中媒體的雙重標準嗎？」

### 中立
- 民主進步黨立法院黨團書記長陳景峻建議「政府重視此問題，並將在靖國神社的28,000位台籍日本兵牌位迎回台灣，撫慰生者，更讓死者安息。」
- 民主進步黨黨團幹事長賴清德則表示，雖然現在國際局勢，臺灣與日本是「唇齒相依」，但是臺灣人民對日本過去佔領臺灣，有許多不愉快的記憶；因此國內所有政治人物去參拜靖國神社，都應該對外界說明動機及目的，否則更將激化臺灣的內部對立。

### 反對
- 民主進步黨立委林濁水認為，如果真要參拜靖國神社裡的台灣亡靈，蘇進強應該同時譴責造成台灣人傷亡的日本軍國主義。王世堅認爲，台聯黨去參拜靖國神社根本是非不分。蕭美琴則表示，雖然不同歷史記憶的人對於日治史有不同的解讀，但台聯貿然前往祭拜日本靖國神社，她並不認同。
- 曾為慰安妇的台籍老婦，痛批苏进强的参拜行为。她的批判受到了台湾慰安妇支持团体、支持者及幸存的台湾慰安妇的支持，日本、韩國、菲律賓和印尼等国家慰安妇支持团体也发来抗议传真。
- 原住民立委高金素梅，她带领数十位原住民群众在苏进强返台时进行抗议，痛批台联卖台，有人用鸡蛋击中苏进强，场面混乱。
- 無黨籍立委李敖以及親民黨立委李慶華等人公開批評認同台聯參拜的杜正勝。
- 中國國民黨副主席馬英九則表示：第二次世界大戰，台籍日本兵被迫參戰，是不義之戰，不管是統派、獨派，都不應該去祭拜，台聯應該為此道歉。
- 親民黨主席宋楚瑜也表示：「當時台灣是日本殖民地，台籍日本兵是為侵略而戰。不是為保衛台灣而戰。台聯此舉已對台灣人的尊嚴產生衝擊，台聯口口聲聲說是為了台灣，其實是作賤台灣人。」
- 對於台聯黨主席蘇進強參拜日本靖國神社，中國国台办发言人李维一在4月4日表示，「這是民族敗類的行徑」（賴錦宏 2005）。